# Liste der Monuments historiques in Orchies
Die Liste der Monuments historiques in Orchies führt die Monuments historiques in der französischen Gemeinde Orchies auf.

## Liste der Bauwerke
| Bezeichnung      | Beschreibung              | Standort                    | Kennzeichnung | Schutzstatus | Datum | Bild |
| ---------------- | ------------------------- | --------------------------- | ------------- | ------------ | ----- | ---- |
| Hôtel Warocquier | Erbaut 1860               | 35, rue Gaston-Leroy (Lage) | PA59000127    | Inscrit      | 2006  |      |
| Tour à diables   | Erbaut im 13. Jahrhundert | (Lage)                      | PA00107769    | Classé       | 1922  |      |